# 南緯14度線
南緯14度線（なんい14どせん）は、地球の赤道面より南に地理緯度にして14度の角度を成す緯線である。大西洋、アフリカ、インド洋、オーストララシア、太平洋、南アメリカを通過する。
この緯度の下では、夏至点時の可照時間は12時間57分であり、冬至点時の可照時間は11時間18分である。

## 通過する地域一覧
南緯14度線は、本初子午線から東に向かって以下の場所を通っている。
| 地理座標                                               | 国土・領土・領海       | 備考 |
| ------------------------------------------------------ | ---------------------- | --- |
| 南緯14度0分 東経0度0分 / 南緯14.000度 東経0.000度      | 大西洋                 | |
| 南緯14度0分 東経12度24分 / 南緯14.000度 東経12.400度   | アンゴラ               | |
| 南緯14度0分 東経22度0分 / 南緯14.000度 東経22.000度    | ザンビア               | |
| 南緯14度0分 東経32度59分 / 南緯14.000度 東経32.983度   | マラウイ               | 約8km |
| 南緯14度0分 東経33度4分 / 南緯14.000度 東経33.067度    | ザンビア               | 約15km |
| 南緯14度0分 東経33度13分 / 南緯14.000度 東経33.217度   | マラウイ               | リロングウェのちょうど南を通過。 マラウイ湖を通過。 |
| 南緯14度0分 東経35度20分 / 南緯14.000度 東経35.333度   | モザンビーク           | |
| 南緯14度0分 東経40度38分 / 南緯14.000度 東経40.633度   | インド洋               | モザンビーク海峡 |
| 南緯14度0分 東経47度46分 / 南緯14.000度 東経47.767度   | マダガスカル           | ベラフィア島 |
| 南緯14度0分 東経47度48分 / 南緯14.000度 東経47.800度   | インド洋               | モザンビーク海峡 |
| 南緯14度0分 東経47度58分 / 南緯14.000度 東経47.967度   | マダガスカル           | マダガスカル島 |
| 南緯14度0分 東経50度8分 / 南緯14.000度 東経50.133度    | インド洋               | |
| 南緯14度0分 東経125度58分 / 南緯14.000度 東経125.967度 | オーストラリア         | 西オーストラリア州 - ヴァンシタート湾とネイピア・ブルーメ湾を通過。 |
| 南緯14度0分 東経127度28分 / 南緯14.000度 東経127.467度 | ジョセフ・ボナパルト湾 | |
| 南緯14度0分 東経129度43分 / 南緯14.000度 東経129.717度 | オーストラリア         | ノーザンテリトリー |
| 南緯14度0分 東経135度54分 / 南緯14.000度 東経135.900度 | カーペンタリア湾       | |
| 南緯14度0分 東経136度25分 / 南緯14.000度 東経136.417度 | オーストラリア         | ノーザンテリトリー - グルートアイランド島 |
| 南緯14度0分 東経136度45分 / 南緯14.000度 東経136.750度 | カーペンタリア湾       | |
| 南緯14度0分 東経141度31分 / 南緯14.000度 東経141.517度 | オーストラリア         | クイーンズランド州 - ヨーク岬半島 |
| 南緯14度0分 東経143度40分 / 南緯14.000度 東経143.667度 | 珊瑚海                 | ミサゴ岩礁（コーラル・シー諸島、 オーストラリア）のちょうど南を通過。 バヌアレブ島とガウア島（共に バヌアツ）の間を通過。                                                               |
| 南緯14度0分 東経167度58分 / 南緯14.000度 東経167.967度 | 太平洋                 | フツナ島（ ウォリス・フツナ）のちょうど北を通過。 |
| 南緯14度0分 西経171度50分 / 南緯14.000度 西経171.833度 | サモア                 | ウポル島 |
| 南緯14度0分 西経171度25分 / 南緯14.000度 西経171.417度 | 太平洋                 | トゥトゥイラ島（ アメリカ領サモア）のちょうど北を通過。 オフ＝オロセガ島（ アメリカ領サモア）のちょうど北を通過。 ディサポイントメント諸島（ フランス領ポリネシア）のちょうど北を通過。 |
| 南緯14度0分 西経76度17分 / 南緯14.000度 西経76.283度   | ペルー                 | |
| 南緯14度0分 西経68度57分 / 南緯14.000度 西経68.950度   | ボリビア               | |
| 南緯14度0分 西経60度24分 / 南緯14.000度 西経60.400度   | ブラジル               | マットグロッソ州 ゴイアス州 バイーア州 |
| 南緯14度0分 西経38度55分 / 南緯14.000度 西経38.917度   | 大西洋                 | |